# Монктон-Арунделл, Роберт, 4-й виконт Голуэй
Роберт Монктон-Арунделл, 4-й виконт Голуэй (англ. Robert Monckton-Arundell, 4th Viscount Galway; 4 июля 1752 — 23 июля 1810) — англо-ирландский пэр и политик.

## Ранний период жизни
Родился 4 июля 1752 года под именем — Роберт Монктон. В 1769 году его имя было официально изменено на Роберт Монктон-Арунделл. Третий сын Уильяма Монктона-Арунделла, 2-го виконта Голуэя (ок. 1725—1772), и его жены Элизабет Вильяреаль (1728—1792). Его отец служил генеральным приемщиком ренты короны в Йоркшире, Уэстморленде и Дареме, прежде чем был избран в Палату общин в качестве члена от Понтефракта и Тирска.
Его дедушкой и бабушкой по отцовской линии были Джон Монктон, 1-й виконт Голуэй (ок. 1695—1751), и леди Элизабет Меннерс (ок. 1709—1730), дочь Джона Меннерса, 2-го герцога Ратленда. Его дедушкой и бабушкой по материнской линии были Джозеф Айзек Вильяреаль (1683—1730) и Китти да Коста (известная английская еврейка, принявшая христианство. Она была дочерью Джозефа да Коста, торговца золотом и кораллами, владевшего поместьем Коппед-холл в Тоттеридже.
2 марта 1774 года после смерти своего бездетного старшего брата, Генри Уильяма Монктона-Арунделла, 3-го виконта Голуэя (1749—1774), Роберт Монктон-Арунделл унаследовал титулы 4-го виконта Голуэя в графстве Голуэй (Пэрство Ирландии) и 4-го барона Килларда в графстве Клэр (Пэрство Ирландии), став членом Ирландской палаты лордов.

## Карьера
Виконт Голуэй заседал в Палате общин Великобритании от Понтефракта (1780—1783), Йорка (1783—1790) и Понтефракта (1796—1802).
Член Тайного совета Великобритании в 1784 году и кавалер Ордена Бани с 1786 года.
Его карьера также включала службу в качестве контролера королевского двора (1784—1787) во время правления короля Георга III.

## Личная жизнь
1 марта 1779 года лорд Голуэй женился на Элизабет Мэтью (ок. 1760 — 19 ноября 1801), дочери Дэниела Мэтью из Феликс-холла, Эссекс. У них было пятеро сыновей и четыре дочери:
- Уильям Джордж Монктон-Арунделл, 5-й виконт Голуэй (28 марта 1782 — 2 февраля 1834), старший сын и преемник отца. Он был женат с 1804 года на Кэтрин Элизабет Хэндфилд, дочери капитана Джорджа Хэндфилда[7]
- Достопочтенный Роберт Генри Монктон-Арунделл (? — 1813)[8]
- Достопочтенный Чарльз Фредерик Монктон-Арунделл (? — 1798)[8]
- Достопочтенный Августус Филипп Монктон-Арунделл (? — 1802)[8]
- Достопочтенный Карлтон Томас Монктон-Арунделл (1797—1830), капитан 22-го легкого драгунского полка[9].
- Достопочтенная Элизабет Мэри Монктон-Арунделл (? — 1840)[8]
- Достопочтенная Генриетта Мария Монктон-Арунделл (? — 1 мая 1847)[8], в 1808 году она вышла замуж за Роберта Пембертона Милнса из Фрайстон-холла.
- Достопочтенная Шарлотта Пенелопа Монктон-Арунделл (? — 1806)[8]
- Достопочтенная Фрэнсис Джейн Монктон-Арунделл (? — 1854)[8].

После смерти своей первой жены он женился вторым браком 24 мая 1803 года на Мэри Бриджит (урожденной Милнс) Драммонд (? — 15 ноября 1835), единственной дочери Пембертона Милнса из Ботри-холла в Йоркшире и Джейн Слейтер (дочери доктора Адама Слейтера). Мэри Бриджит был вдовой Питера ориоля Хэя Драммонда (1754—1799), сына архиепископа Роберта Хэя Драммонда и внука Джорджа Хэя, 8-го графа Кинньюла. Второй брак был бездетным.
Виконт Голуэй скончался 23 июля 1810 года в возрасте 52 лет. Ему наследовал его старший сын Уильям.